# Lino Aldani
Lino Aldani (San Cipriano Po, 1926. március 29. – Pavia, 2009. január 31.) olasz tudományos-fantasztikus író.

## Élete
Rómába költözése után azon fiatal szerzők egyike volt, akik 1960-ban debütáltak az Oltre il cielo magazinban, amelynek megjelenése az olasz tudományos-fantasztikus irodalom aranykorának kezdete volt. Rómában matematikát tanított, 1968-ban költözött vissza szülőföldjére, s teljes egészében a fantasztikus irodalomnak szentelte magát. Több éven át szülővárosa, San Cipriano Po polgármestere volt. 
Első, egyben legsikeresebb regénye, a Quando le radici 1977-ben jelent meg. Ezután számos novellát publikált, ezeket két, Daniela Piegaival közösen írt regény, az Eclissi 2000 (1979) és a Nel segno della luna bianca (1980) követte. Elméleti munkássága is jelentős, La fantascienza (1962) című esszéje volt az első olasz nyelvű, a témával átfogóan foglalkozó tanulmány. Írói álneve N. L. Janda volt. Massimo Lo Jaconóval és Giulio Raiolával közösen alapították meg a Futuro című magazint, amely Olaszországban elsőként publikálta Adolfo Bioy Casares és Juan Adolfo Wilcock novelláit. Utolsó regénye, a Themoro Korik 2007 elején jelent meg Triesztben. Munkáit tizenhat nyelvre fordították le , magyarul a Galaktika publikálta néhány írását.

## Magyarul megjelent művei
- Az álomfilm (novella, Galaktika 9., 1974; utánközlés: Metagalaktika 1., 1978; Galaktika 146., 1992)
- Törpeharcsák a Vénuszra (novella, Galaktika 20., 1976)
- Napfogyatkozás (regény, folytatásokban közölve a Galaktika 243-245. számaiban, 2010)

## Külső hivatkozások
- Lino Aldani munkái a worldcat oldalon
- Munkáinak bibliográfiája az ISFDB oldalán

## Fordítás
- Ez a szócikk részben vagy egészben  a   Lino Aldani című olasz Wikipédia-szócikk ezen változatának fordításán alapul.  Az eredeti cikk szerkesztőit annak laptörténete sorolja fel. Ez a jelzés csupán a megfogalmazás eredetét és a szerzői jogokat jelzi, nem szolgál a cikkben szereplő információk forrásmegjelöléseként.